# Heinrich I. von Köln
Heinrich von Müllenark (teilweise auch von Molenark) (* um 1190; † 26. März 1238 in Köln) war als Heinrich I. von 1225 bis 1238 Erzbischof des Erzbistums Köln.

## Leben
Über Heinrichs Herkunft ist nicht viel bekannt. Vor seiner Wahl zum Kölner Erzbischof war er Propst des Cassius-Stifts in Bonn und zeitlebens trug er den Beinamen „Leinenhose“.
Gewählt wurde er am 15. November 1225, also bereits eine Woche nach der Ermordung seines Vorgängers Engelbert I. von Köln. Um die Mörder ihrer Strafe zuzuführen, wurde er von Kaiser Friedrich II. und Papst Honorius III. mit allen Rechten und Vollmachten ausgestattet, welche er dazu benötigte. Er setzte ein Kopfgeld von über 2000 Silbermark auf die Ergreifung von Graf Friedrich von Isenberg aus. Die Burgen des Mordverdächtigten Grafen Friedrich von Isenberg ließ Heinrich schleifen. Des Verdächtigten selbst wurde er fast ein Jahr nach der Tat habhaft. Am 14. November 1226 wurde Graf Friedrich von Isenberg vor dem Kölner Severinstor gerädert.
Nachdem Heinrich bereits im Dezember 1225 die kaiserlichen Regalien und am 26. April 1226 auch die päpstliche Bestätigung empfangen hatte, wurde er am 20. September 1226 durch Erzbischof Dietrich von Wied in Köln zum Bischof geweiht.
Seine Regentschaft war gekennzeichnet durch das Bemühen der Erhaltung der herzoglichen Machtstellung seines Vorgängers, was zu langwierigen Konflikten mit den benachbarten Grafen von Berg und Kleve, wie auch der Stadt Köln führte. Hierbei musste er jedoch durch die Bildung eigenständiger Territorien eine Minderung dieser Machtstellung hinnehmen und seine Herzogsgewalt neu definieren, wovon besonders die Verleihung zahlreicher Stadtrechte, z. B. Rees und Xanten (1228), Deutz (1230), Rheinberg (1233) und Recklinghausen (1236), Zeugnis geben.
Heinrich nahm an der Reichsversammlung in Worms im Frühjahr 1231 teil, auf der unter anderem das sogenannte Statutum in favorem principum erlassen wurde. Eine nicht zu unterschätzende Behinderung seiner geistlichen und weltlichen Tätigkeit fügten ihm die langandauernden Zerwürfnisse mit seinem Klerus zu, was 1233 darin gipfelte, dass er für den Rest seiner Amtszeit exkommuniziert war und keine Gottesdienste mehr „cum pontificalibus“ feiern konnte.
1235 reiste Erzbischof Heinrich gemeinsam mit dem Herzog Heinrich I. von Brabant im Auftrag Friedrichs II. nach London, um die für den Kaiser als vierte Gemahlin ausersehene englische Prinzessin Isabella, eine Tochter König Johann Ohnelands, einzuholen. Nachdem die Prinzessin zunächst in Köln Station gemacht hatte, gehörte Erzbischof Heinrich auch zu ihren Begleitern auf dem Weg nach Worms, wo am 15. Juli 1235 die Hochzeit Friedrichs II. und Isabellas stattfand.
Nach seinem Tod wurde Heinrich im Kölner Dom beigesetzt.